# Deutscher Fussball Klub
Il Deutscher Fussball Klub, meglio noto come Deutscher e ribattezzato in seguito Teutonia (dal 1905) e Montevideo (dal 1907), è stato una società calcistica di Montevideo (Uruguay) esistita tra il 1896 e il 1909.

## Storia
Tra i più antichi club calcistici uruguaiani, il Deutscher fu fondato nel 1896 da tedeschi emigrati a Montevideo. Quale colore sociale fu scelto il bianco. La nuova società fu, nel 1900, insieme all'Albion, al CURCC e all'Uruguay Athletic, tra le quattro società fondatrici dell'Uruguay Association Football League (attuale AUF), le cui squadre, nello stesso anno, si sfidarono nella prima edizione del campionato uruguaiano della storia.
Per l'occasione, la società tranviaria tedesca Transatlántica, che possedeva a Montevideo, tra Camino Jaime Cibilis e Avenida 8 de Octubre, un'area sportiva composta da quattro campi da tennis e due da calcio, assegnò in usufrutto al Deutscher uno di questi ultimi (l'altro fu assegnato, invece, al Nacional). Il nuovo stadio fu inaugurato in occasione della partita Deutscher-CURCC il 25 maggio 1900, di fronte a ben 7.000 spettatori (molti di più rispetto alla normale capienza di 1.000 spettatori dell'unico palco di cui era dotato all'epoca il Parque Central).
L'esordio del Deutscher nella lega uruguaiana si concluse con il quarto e ultimo posto in classifica, con 2 punti (frutto di una vittoria e 5 sconfitte) come l'Uruguay Athletic, ma con una peggior differenza reti di quest'ultima.
L'anno dopo il Deutscher fece registrare un lieve miglioramento, confermandosi quarto (3 punti in classifica, frutto di una vittoria, un pareggio e 6 sconfitte), ma su un novero di partecipanti aumentato a 5 per l'esordio in campionato del Nacional.
Sensibili miglioramenti si registrarono nelle due stagioni seguenti: in entrambi i campionati (disputati da 6 squadre nel 1902 e da 7 nel 1903), il Deutscher colse il terzo posto, pur non insidiando mai il cammino delle dominatrici Nacional e CURCC (giunte, in ambedue le stagioni, rispettivamente prima e seconda).
Nel 1904 la guerra civile uruguaiana impedì lo svolgimento del campionato. L'anno dopo, la società si allargò a membri uruguaiani e il nuovo consiglio ne decise l'iscrizione al torneo nazionale sotto una nuova denominazione, "Sport Club Teutonia". Con tale nome, il club giocò i campionati del 1905 e del 1906, conquistando in entrambi i casi due quarti posti.
Nel 1907 i soci uruguaiani divennero la maggioranza e optarono per un ulteriore cambio di denominazione: la società fu ribattezzata "Club Atlético Montevideo" e, nei colori sociali, al bianco fu aggiunto il celeste a righe verticali.
Le stagioni a seguire non sarebbero, però, state brillanti per il Montevideo, classificatosi al quinto posto (su 6 squadre) nel 1907, all'ottavo (su 10) nel 1908 e al nono (su 11) nel 1909. Dopo quest'ultima stagione, il Montevideo cessò definitivamente di esistere.

## Palmarès

### Altri piazzamenti
- Campionato uruguaiano:

Terzo posto: 1902, 1903